# Emma Dumont
Emma Durnont, rodným jménem Emma Noelle Roberts (* 15. listopadu 1994 Seattle, Washington) je americká herečka, modelka a tanečnice. Proslavila se rolemi Melanie Segal v seriálu Bunheads, rolí Emmy Karn v seriálu Aquarius a rolí Lorny Dane/Polaris v seriálu X-Men: Nová generace.

## Životopis
Dumont se narodila v Seattlu ve Washingtonu. Navštěvovala školy Washington Middle School a James A. Garfield High School. Když se začala věnovat modelingu a herectví začala být učena doma. Navštěvovala také hudební a divadelní konzervatoř v Santa Aně v Kalifornii.
S baletem začala ve třech letech v baletní škole Pacific Northwest Ballet, poté navštěvovala Cornish College of Arts, Spectrum Dance Theatre, trénovala s americkým baletním sborem, baletní školu Joffrey Ballet School a baletní akademie Bolshoi Academy v Moskvě v Rusku. Vystupovat začala v šesti letech v hudebním divadle v Seattlu. Její divadelní trénink také zahrnuje čtyři strávená léta v divadle 5th Avenue Theatre. Také hraje od čtyř let na housle.
V patnácti letech se začala věnovat roller derby a zúčastnila se tréninkového programu v týmu Los Angeles Derby Dolls.
Je členkou Mensy.

## Kariéra
První filmová role přišla v roce 2007 s filmem True Adolescents. O rok později si zahrála ve filmu Dear Lemon Lima. Oba filmy byly natáčeny v Seattlu a byly vydané v roce 2009. V lednu roku 2010 vyhrála soutěž magazínu V a objevila se na titulní stránce jejich březnového čísla a získala kontrakt s agenturou Ford Models. Ten samý rok pracovala na Newyorském týdnu módy. Jako modelka pracovala v Hongkongu, New Yorku, Los Angeles, v Číně a Tokiu. Objevila se na několik titulních stránkách pro magazíny Elle, V Magazine, Cosmopolitan.
V roce2011 byla obsazena do hlavní role pilotního seriálu METRO. Seriál si však stanice NBC, pro kterou byl vytvářen, nevybrala do své vysílací sezony. Ten samý rok získala roli v seriálu stanice ABC Family Bunnheads, po boku Sutton Foster a Kelly Bishop. Během let 2012–2013 hrála v seriálu jednu z hlavních rolí Melanie Segal, jednu z tanečnic. V roce 2014 si zahrála ve dvou pilotních dílech pro stanici NBC - Salvation, po boku Ashley Judd a Aquarious. Stanice si vybrala seriál Aquarious, který vysílán v letech 2015–2016. V roce 2017 získala roli v televizním seriálu stanice Fox X-Men: Nová generace. Seriál měl premiéru v říjnu roku 2017.

## Filmografie

### Film
| Rok  | Název            | Role               | Poznámky           |
| ---- | ---------------- | ------------------ | ------------------ |
| 2009 | True Adolescents | Cara               |                    |
| 2009 | Dear Lemon Lima  | Kellie             |                    |
| 2012 | Nobody Walks     | Yma                |                    |
| 2013 | EXISTend         | Dani               | krátkmetrážní film |
| 2014 | Skrytá vada      | Zinnia             |                    |
| 2016 | The Body Tree    | Sandra             |                    |
| 2019 | What Lies Ahead  | Jessica            |                    |
| 2023 | Oppenheimer      | Jackie Oppenheimer |                    |

### Televize
| Rok       | Název                | Role               | Poznámky                 |
| --------- | -------------------- | ------------------ | ------------------------ |
| 2011      | Metro                | Jennifer Mullins   | neprodaný pilotní díl    |
| 2012–2013 | Bunheads             | Melanie Segal      | hlavní role; 18 dílů     |
| 2014      | Mind Games           | Sophie             | díl: „Pet Rock“          |
| 2014      | Starving in Suburbia | Kayden             | TV film                  |
| 2014      | Salvation            | Natalie Thompson   | neprodaný pilotní díl    |
| 2015–2016 | Aquarius             | Emma Karn          | hlavní role; 24 dílů     |
| 2016      | The Fosters          | Sasha              | díl: „Girl Code“         |
| 2017–2018 | T@gged               | Zoe Desaul         | vedlejší role, 16 déů§   |
| 2017      | V zajetí kouzel      | Bílá žena          | díl: „The Flying Forest“ |
| 2017      | Prolhané krásky      | Katherine Daly     | díl: „Playtime“          |
| 2017–2019 | X-Men: Nová generace | Lorna Dane/Polaris | hlavní role, 24 dílů     |